# Újpest Football Club 1929-1930
Questa voce raccoglie le informazioni riguardanti l'Újpest Football Club nelle competizioni ufficiali della stagione 1929-1930.

## Rosa
| N. |                     | Ruolo | Calciatore      |
| -- | ------------------- | ----- | --------------- |
|    | Ungheria (bandiera) | P     | János Aknai     |
|    | Ungheria (bandiera) | P     | Rezső Huber     |
|    | Ungheria (bandiera) | P     | Lajos Juhász    |
|    | Ungheria (bandiera) | D     | József Fogl     |
|    | Ungheria (bandiera) | D     | Károly Kővágó   |
|    | Ungheria (bandiera) | D     | Gyula Dudás     |
|    | Ungheria (bandiera) | D     | Károly Fogl     |
|    | Ungheria (bandiera) | C     | Ferenc Borsányi |
|    | Ungheria (bandiera) | C     | János Víg       |
|    | Ungheria (bandiera) | C     | János Köves     |
|    | Ungheria (bandiera) | C     | Béla Volentik   |

| N. |                     | Ruolo | Calciatore      |  |
| -- | ------------------- | ----- | --------------- |  |
|    | Ungheria (bandiera) | C     | Béla Enyedi     |  |
|    | Ungheria (bandiera) | A     | István Avar     |  |
|    | Ungheria (bandiera) | A     | Gábor Szabó     |  |
|    | Ungheria (bandiera) | A     | Albert Ströck   |  |
|    | Ungheria (bandiera) | A     | Illés Spitz     |  |
|    | Ungheria (bandiera) | A     | János Stófián   |  |
|    | Ungheria (bandiera) | A     | István Mészáros |  |
|    | Ungheria (bandiera) | A     | Imre Koszta     |  |
|    | Ungheria (bandiera) | A     | Imre Harmat     |  |
|    | Ungheria (bandiera) | A     | Béla Egri       |  |
|    | Romania (bandiera)  | A     | Rudolf Wetzer   |  |

## Statistiche
| Giocatore   | Nemzeti Bajnokság I | Nemzeti Bajnokság I | Nemzeti Bajnokság I | Nemzeti Bajnokság I | Coppa Mitropa | Coppa Mitropa | Coppa Mitropa | Coppa Mitropa | Magyar Kupa | Magyar Kupa | Magyar Kupa | Magyar Kupa | Totale   | Totale | Totale      | Totale     |
| Giocatore   | Presenze            | Reti                | Ammonizioni         | Espulsioni          | Presenze      | Reti          | Ammonizioni   | Espulsioni    | Presenze    | Reti        | Ammonizioni | Espulsioni  | Presenze | Reti   | Ammonizioni | Espulsioni |
| ----------- | ------------------- | ------------------- | ------------------- | ------------------- | ------------- | ------------- | ------------- | ------------- | ----------- | ----------- | ----------- | ----------- | -------- | ------ | ----------- | ---------- |
| J. Aknai    | 20                  | 0                   |                     |                     | 7             | 0             |               |               | ?           | ?           |             |             | 27+      | 0+     | 0           | 0          |
| I. Avar     | 22                  | 25                  |                     |                     | 7             | 11            |               |               | ?           | ?           |             |             | 29+      | 36+    | 0           | 0          |
| F. Borsányi | 21                  | 1                   |                     |                     | 7             | 0             |               |               | ?           | ?           |             |             | 28+      | 1+     | 0           | 0          |
| G. Dudás    | 10                  | 0                   |                     |                     | 0             | 0             |               |               | ?           | ?           |             |             | 10+      | 0+     | 0           | 0          |
| B. Enyedi   | 2                   | 0                   |                     |                     | 0             | 0             |               |               | ?           | ?           |             |             | 2+       | 0+     | 0           | 0          |
| B. Egri     | 1                   | 1                   |                     |                     | 0             | 0             |               |               | ?           | ?           |             |             | 1+       | 1+     | 0           | 0          |
| J. Fogl     | 22                  | 0                   |                     |                     | 7             | 0             |               |               | ?           | ?           |             |             | 29+      | 0+     | 0           | 0          |
| K. Fogl     | 1                   | 0                   |                     |                     | 0             | 0             |               |               | ?           | ?           |             |             | 1+       | 0+     | 0           | 0          |
| I. Harmat   | 3                   | 0                   |                     |                     | 4             | 0             |               |               | ?           | ?           |             |             | 7+       | 0+     | 0           | 0          |
| R. Huber    | 1                   | 0                   |                     |                     | 0             | 0             |               |               | ?           | ?           |             |             | 1+       | 0+     | 0           | 0          |
| L. Juhász   | 1                   | 0                   |                     |                     | 0             | 0             |               |               | ?           | ?           |             |             | 1+       | 0+     | 0           | 0          |
| I. Koszta   | 3                   | 0                   |                     |                     | 2             | 0             |               |               | ?           | ?           |             |             | 5+       | 0+     | 0           | 0          |
| K. Kővágó   | 12                  | 0                   |                     |                     | 7             | 0             |               |               | ?           | ?           |             |             | 19+      | 0+     | 0           | 0          |
| J. Köves    | 15                  | 0                   |                     |                     | 7             | 1             |               |               | ?           | ?           |             |             | 22+      | 1+     | 0           | 0          |
| I. Mészáros | 7                   | 2                   |                     |                     | 3             | 0             |               |               | ?           | ?           |             |             | 10+      | 2+     | 0           | 0          |
| I. Spitz    | 19                  | 15                  |                     |                     | 3             | 2             |               |               | ?           | ?           |             |             | 22+      | 17+    | 0           | 0          |
| J. Stófián  | 14                  | 7                   |                     |                     | 0             | 0             |               |               | ?           | ?           |             |             | 14+      | 7+     | 0           | 0          |
| A. Ströck   | 19                  | 4                   |                     |                     | 5             | 1             |               |               | ?           | ?           |             |             | 24+      | 5+     | 0           | 0          |
| G. Szabó    | 22                  | 17                  |                     |                     | 7             | 4             |               |               | ?           | ?           |             |             | 29+      | 21+    | 0           | 0          |
| J. Víg      | 18                  | 0                   |                     |                     | 7             | 0             |               |               | ?           | ?           |             |             | 25+      | 0+     | 0           | 0          |
| B. Volentik | 9                   | 0                   |                     |                     | 0             | 0             |               |               | ?           | ?           |             |             | 9+       | 0+     | 0           | 0          |
| R. Wetzer   | 0                   | 0                   |                     |                     | 4             | 1             |               |               | ?           | ?           |             |             | 4+       | 1+     | 0           | 0          |